# Sokolského hra
Sokolského hra (často přezdívaná též Orangutan nebo Polská) je šachové zahájení charakterizované tahem 1. b4. Označení orangutan zavedl polský velmistr Savielly Tartakower, který po návštěvě zoo prohlásil, že mu postup pěšce 1. b4 s dalším b5 připomíná šplhání orangutana na větev. ECO zahájení je A00.
Sokolského hra se řadí k tzv. nepravidelným zahájením. Nikdy nebyla nějak významněji rozšířena na velmistrovské úrovni, pokud se objevila, často to byl výsledek psychologicky zaměřené taktiky a snahy vyvést z míry soupeře a zavést ho mimo teorií dobře prozkoumané úvody (a znehodnotit tak jeho teoretickou přípravu). Nevýhodou je, že pofidérní postup b2-b4-b5 zabírá čas bez zřetelnějšího pozičního efektu (v konečném důsledku dámské křídlo bílého zřetelně oslabuje), takže se bílý do značné míry vzdává výhody prvního tahu a černý bez potíží vyrovná hru.

## Varianty
- 1… a5 2. b5
- 1… c6 2. Sb2 a5 (2… Db6 3.a3 a5 4.c4)
- 1… d5 2. Sb2
  - 2… Jf6
  - 2… Dd6
  - 2… Sg4
  - 2… Sf5
- 1… e5 2. Sb2
  - 2… d6
  - 2… f6 3. b5 (3. e4) 3… d5 4.e3
  - 2… Sxb4 3. Sxe5 Jf6 4. Jf3 0-0